# Déméclocycline
La déméclocycline vendue sous le nom commercial Ledermycine puis Alkonatrem est une tétracycline. C'est à l'origine un antibiotique dérivé de Streptomyces aureofaciens.
Elle est utilisée dans le traitement symptomatique des sécrétions inappropriées d'hormone antidiurétique notamment d'origine néoplasique. En 2006, il n'y a pas d'autres traitements ayant une AMM dans cette indication.
Le service médical rendu (SMR) est important.
L'amélioration du service médical rendu (ASMR) est de II.

## Indication AMM
Traitement du syndrome de sécrétion inappropriée d’hormone antidiurétique (SIADH) plus particulièrement d’origine paranéoplasique avec :
- hyponatrémie chronique < 125 mEq/l associée à une natriurèse inappropriée,
- et/ou des signes cliniques liés à l’hyponatrémie,
- et résistance à la restriction hydrique.
Remarque : il conviendra, avant la prescription, d’éliminer les étiologies endocriniennes (insuffisances surrénales et hypothyroïdies, périphériques ou d’origine hypophysaire).

## Mécanisme d'action
Elle bloque l’effet de l’hormone antidiurétique sur les cellules du tube rénal distal. La déméclocycline se fixerait sur son récepteur.
.
Place dans la stratégie thérapeutique
- Absence de cause retrouvée ou cause non curable
- Echec de la restriction hydrique ou restriction hydrique impossible
- Possibilité d'utiliser des diurétiques de l'anse (utilisés hors AMM recommandés par la commission de transparence)[3]

## Effets indésirables
Des réactions cutanées à la lumière du soleil ont été rapportées comme pour d'autres tétracyclines.
Les tétracyclines peuvent bloquer l'absorption des nutriments en fixant des cations comme le calcium, le fer (donné par voie orale) et le magnésium ce qui les rend insolubles et inabsorbables dans le tube digestif. La déméclocycline ne devrait pas être prise avec la nourriture (particulièrement le lait et d'autres produits laitiers) ou des antiacides.

## Contre-indications
Comme les autres tétracyclines, la déméclocycline est contre-indiquée chez les enfants, les femmes enceintes et les femmes qui allaitent. Toutes les molécules qui appartiennent à la classe des tétracyclines interfèrent avec le développement de l'os et peuvent décolorer les dents.  